# Gary Kurtz
Gary Douglas Kurtz, conosciuto come Gary Kurtz (Los Angeles, 27 luglio 1940 – Londra, 23 settembre 2018), è stato un produttore cinematografico statunitense.
Famoso per essere stato il partner produttivo di George Lucas nei primi film di quest'ultimo, contribuì al successo di pellicole come American Graffiti, Guerre stellari e L'Impero colpisce ancora.

## Biografia
Gary Douglas Kurtz nasce il 27 luglio 1940 a Los Angeles, da Eldo M. Kurtz e Sarah H. Kurtz (nata Briar). Negli anni sessanta inizia a lavorare come tecnico dell'audio o assistente operatore ai film di Monte Hellman Le colline blu e La sparatoria, nonché fungendo da montatore, tecnico dell'audio o assistente regista a produzioni a basso budget come Queen of Blood, Blood Bath e Beach Ball. Approda al primo lavoro di produzione coprendo il ruolo di manager di produzione sul film Voyage to the Prehistoric Planet.
Nel 1971, dopo aver prestato servizio nei Marine dal 1966 al 1969, torna al cinema nel ruolo di produttore associato su Strada a doppia corsia e Chandler.

### American Graffiti
Nel 1973 Kurtz inizia a collaborare con un giovane regista, George Lucas, su un copione scritto da quest'ultimo insieme a Willard Huyck e Gloria Katz. Kurtz e Lucas propongono il film a vari studi cinematografici, tra cui l'American International Pictures, che rifiuta perché la quantità di sesso e violenza non raggiunge gli standard della compagnia, finché la Universal Pictures non accetta di produrre quello che sarebbe poi diventato American Graffiti.
Costato poco più di un milione di dollari, il film diventa un successo mondiale, incassando 55 milioni nei soli Stati Uniti e, in seguito alla ridistribuzione del 1978, diventando il film con la più ampia forbice tra costi e ricavi di sempre.
Anche la critica apprezza il film, arrivando a definirlo «Uno dei film per ragazzi più influenti di sempre, uno sguardo nostalgico, ironico e agrodolce agli ultimi giorni di innocenza di un gruppo di liceali». L'anno successivo American Graffiti viene nominato a cinque Oscar: miglior film, miglior regista, migliore sceneggiatura originale, miglior attrice non protagonista e miglior montaggio.
Sempre nel 1973, Kurtz fonda il proprio studio di produzione, Kinetographics, nei pressi di San Rafael, California.

### 1975-1980: La saga diGuerre stellari

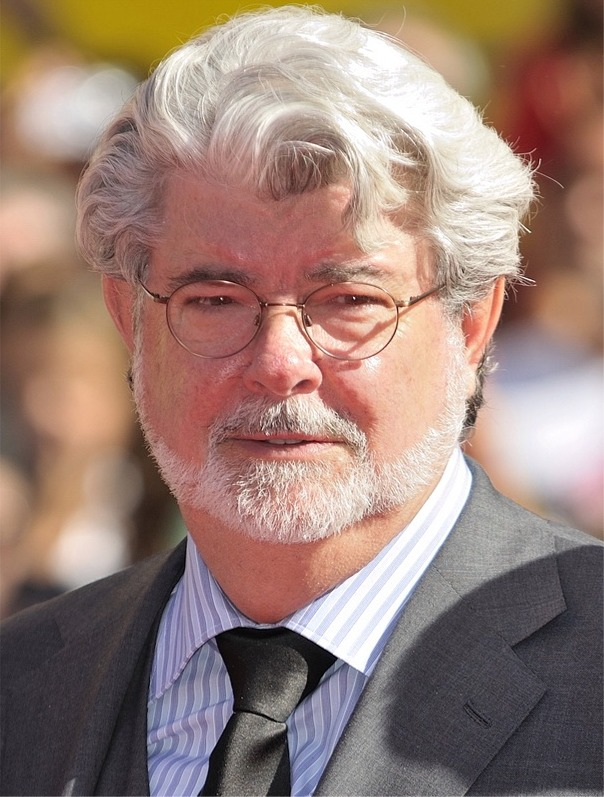
George Lucas, regista di Guerre stellari.

Nella metà degli anni settanta Kurtz inizia a lavorare al prossimo progetto di Lucas, Guerre stellari, una storia che mescola fantascienza e fantasy attingendo da opere come Flash Gordon e Il Signore degli Anelli. Durante la travagliata fase di scrittura, Kurtz aiuta a inquadrare con precisione gli elementi mistici e spirituali della trama, avendo studiato a lungo scienza delle religioni ed essendo stato cresciuto secondo la fede mormone.
La produzione non è delle più felici e i due devono far fronte a una sessione di riprese complicata da incomprensioni con la troupe (Kurtz definisce il direttore della fotografia Gilbert Taylor «Uno della vecchia scuola, molto irascibile»), malfunzionamenti e impervie condizioni climatiche - a causa della scelta di girare in Tunisia la prima parte del film.
Guerre stellari si rivela però un successo di critica e pubblico mai visto prima, diventando il maggior incasso nella storia del cinema - primato che conserverà fino al 1982 - e un vero e proprio fenomeno culturale senza precedenti, tanto da venire nominato a dieci Oscar, vincendone sei. Kurtz ottiene la seconda candidatura per il miglior film, ma perde contro Io e Annie.

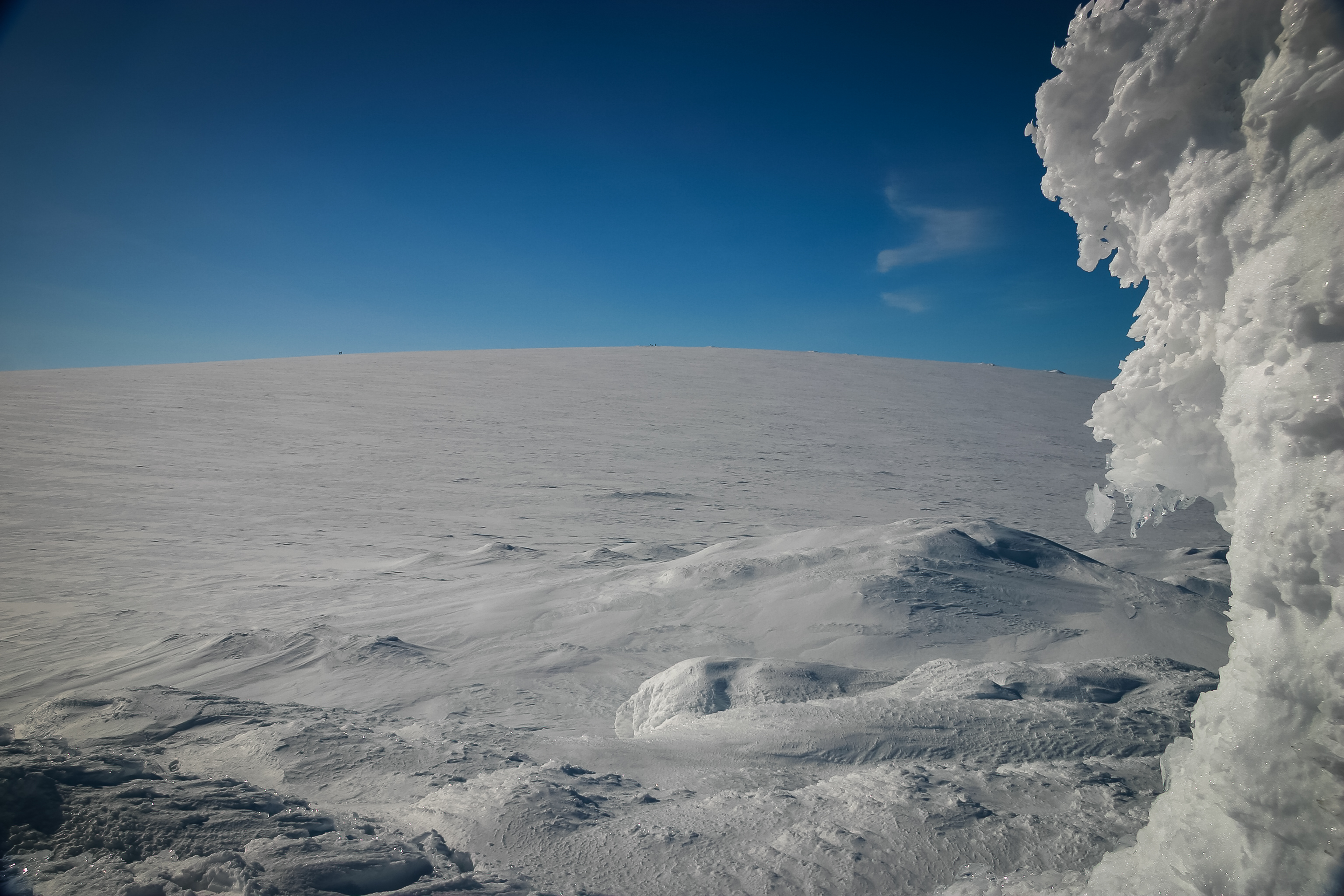
Il paesaggio artico di Hoth è in realtà il ghiacciaio Hardangerjøkulen.

Nel 1978 iniziano i lavori sul sequel del film, il cui titolo viene ideato dallo stesso produttore, L'Impero colpisce ancora. Di nuovo, la lavorazione si rivela irta di insidie: Lucas vuole produrre il film in maniera indipendente, senza cioè l'aiuto economico di studi cinematografici esterni, e investe i guadagni accumulati con il primo episodio. Il 31 maggio 1979, dopo due settimane di riprese, il regista della seconda unità John Barry, già scenografo di Guerre stellari, collassa sul set e muore il giorno successivo di meningite. A causa dei ritardi accumulati si aggiunge un'ulteriore seconda unità, diretta da Harley Cokeliss.
Sul ghiacciaio norvegese Hardangerjøkulen, scelto come location per ricreare Hoth, si abbatte il peggior inverno da cinquant'anni a quella parte, con temperature estreme e oltre diciotto metri di neve scesi durante le riprese. La sessione nei teatri di posa Elstree Studios si rivela altrettanto impervia: a causa dei set poco agibili - per i vapori e le soluzioni salmastre presenti nell'aria atte a simulare la foschia di Dagobah - e alle complicazioni conseguenti l'uso di pupazzi, la produzione accumula dieci settimane di ritardo e il budget comincia a lievitare, costringendo Lucas a rinegoziare il prestito. Dopo che la banca rifiuta di concedere ulteriori liquidi perché non riteneva l'investimento sicuro abbastanza, la 20th Century Fox si offre di fungere da garante in cambio di una percentuale sugli incassi e il budget viene rimpinguato raggiungendo la cifra di 23 milioni di dollari.
A intralciare la produzione contribuisce anche un incendio in uno dei set dove Stanley Kubrick stava girando Shining. Il regista chiede ospitalità a Lucas, ma usa l'incidente come scusa per rigirare alcune porzioni della pellicola: «Sapevamo dal giorno dell'incendio che avremmo dovuto condividere il nostro spazio e questo ci avrebbe fatto accumulare ulteriore ritardo».
L'Impero colpisce ancora debutta nei cinema americani il 26 maggio 1980, in 126 schermi selezionati. Secondo Kurtz «Non ci sono mai stati dubbi sul successo del film, erano le aspettative a schiacciarci», dovendo confrontarsi con il film più remunerativo di sempre. Il film supera il precedente episodio nei dati di debutto non riesce nel complesso a eguagliare i numeri di Guerre stellari, a causa, secondo molti commentatori, del tono più adulto e meno scanzonato che tenne lontano gli spettatori più piccoli. Accolta tiepidamente da critica e pubblico, la pellicola vince due Oscar diventando negli anni un film di culto, considerato il miglior film della saga e una delle migliori pellicole di fantascienza mai realizzate.

### La dipartita da Lucas e gli anni ottanta
A causa delle tensioni generatesi sul set de L'Impero colpisce ancora i rapporti con Lucas si incrinano e inducono Kurtz a licenziarsi dalla posizione di produttore appena terminati i suoi incarichi: «La cosa più triste era vedere il processo di realizzazione del film venire fagocitato dalla burocrazia. Non si poteva parlare con George, dovevi parlare al suo assistente. Divenne una sorta di Howard Hughes». Kurtz motiva la decisione di concludere il rapporto lavorativo con Lucas anche adducendo la perdita d'interesse di Lucas nei confronti della storia e dei personaggi, focalizzato com'era sul puro intrattenimento e sullo sfruttamento del merchandising correlato ai film. Inoltre, il creatore della saga stava modificando il finale originale del terzo episodio Il ritorno dello Jedi per renderlo più appetibile a un pubblico di famiglie, allontanate dai toni ombrosi de L'Impero colpisce ancora.
All'inizio degli anni ottanta, orfano della saga di Guerre stellari, Kurtz supervisiona i lavori in terra statunitense su Piccolo Nemo - Avventure nel mondo dei sogni, adattamento del fumetto Little Nemo di Winsor McCay voluto dal produttore giapponese Yutaka Fujioka, la cui produzione era divisa tra gli Stati Uniti e il Giappone. Kurtz abbandona dopo poco il film, che verrà ultimato, dopo anni di lavorazione, solo nel 1989.
Pressappoco nello stesso periodo, Steven Paul Leiva, scrittore e produttore, propone a Kurtz l'adattamento animato di un altro fumetto, The Spirit di Will Eisner. Leiva aveva visionato un filmato di prova diretto da Brad Bird (conosciuto da Kurtz nel periodo di Piccolo Nemo, al quale Bird aveva brevemente partecipato come supervisore dell'animazione) e, impressionato dalla qualità dell'animazione, aveva preso contatti con il produttore, rivelatosi un appassionato dell'opera di Eisner. Leiva aveva scelto Kurtz perché Bird avrebbe lavorato al progetto soltanto se a produrlo ci fossero stati George Lucas, Steven Spielberg, Francis Coppola o lo stesso Kurtz.
Dopo un incontro a Los Angeles, Kurtz decide di opzionare i diritti per l'adattamento, convincendo lo stesso Eisner. Il mercato dell'animazione, in quegli anni, versa in condizioni critiche: i Walt Disney Animation Studios non sembrano potersi permettere un progetto così rischioso come The Spirit; le compagnie più piccole, allo stesso modo, si stanno dedicando a film per bambini, rincuoranti e solari. Il gruppo decide allora di fondare il proprio studio d'animazione, Visions Animation + FilmWorks, con il quale realizzare il film. Bird e Jerry Rees (uno degli animatori del test di prova) pongono le basi per la sceneggiatura che verrà scritta dal solo Bird.
Dopo alcuni mesi, in cui Bird aveva steso una prima bozza lavorando negli uffici della Kinetographics, Kurtz mostra il progetto ai maggiori studi hollywoodiani in cerca di finanziamenti. Nonostante la sceneggiatura venga elogiata dalla maggior parte dei dirigenti, nessuno riesce a capire perché il gruppo è così desideroso di realizzare un noir con personaggi umani, nessun animale parlante, e atmosfere adulte con la tecnica dell'animazione; più persone propongono a Kurtz di girare una versione dal vivo della sceneggiatura, ma Bird è adamantino sulla decisione di fare uno Spirit a cartoni. Kurtz perde i diritti e l'idea dello studio Visions Animation + FilmWorks viene accantonata, così come l'adattamento di The Spirit.
Nel dicembre del 1982 esce un'altra produzione di Kurtz, The Dark Crystal, fantasy diretto da Jim Henson e Frank Oz che si rivela un discreto successo in patria - poco più di 40 milioni d'incassi a fronte di un budget di 15 - con picchi all'estero che lo fanno diventare il film straniero più remunerativo di sempre in Giappone, record battuto solo 14 anni dopo da Titanic. Poco dopo il produttore si dedica a Nel fantastico mondo di Oz, sequel basato sui libri di Oz di Lyman Frank Baum Il meraviglioso paese di Oz e Ozma, regina di Oz e diretto da Walter Murch, montatore e sound designer di Apocalypse Now e L'uomo che fuggì dal futuro.
Il progetto era nato nel 1980 durante una conversazione tra Murch e il supervisore della Walt Disney Pictures Tom Wilhite. Tra il periodo di pre-produzione e quello delle riprese, Wilhite viene sostituito da Richard Berger, il quale, vedendo il budget del film aumentare senza controllo (a causa dei ritardi accumulati da Murch, alla sua prima esperienza di regia), licenzia il regista, per poi riassumerlo poco dopo, dietro le pressioni di Lucas e Coppola, amici e collaboratori di Murch.
Uscito nel 1985, il film è un fallimento ai botteghini e viene accolto tiepidamente della critica, salvo essere rivalutato dal pubblico nel corso degli anni.
Successivamente, nel 1989, produce Slipstream, film di fantascienza con Mark Hamill diretto da Steven Lisberger, a cui fanno seguito piccole produzioni negli anni novanta. Nel 2010 il Los Angeles Times rivela che Kurtz sta lavorando a un altro progetto fantascientifico chiamato Panzer 88: «È una cosa che non avete mai visto prima, ci stanno lavorando quelli della Weta Workshop e Richard Taylor è coinvolto nella pre-produzione. Stiamo cercando di farlo in maniera indipendente, a basso budget».

## Vita privata
Kurtz si è sposato più volte nel corso della sua vita: la prima, nel 1963, con Meredith Alsup, con la quale ha due figlie, Melissa e Tiffany; il matrimonio dura fino al 1983 e l'anno successivo sposa Roberta Jimenez, con la quale, oltre ad avere un figlio, Dylan Antony, vive fino al 1992. Nel 2003 convola a nozze con Clare Gabriel, sua attuale consorte.

## Filmografia

### Produttore
- Strada a doppia corsia (Two-Lane Blacktop), regia di Monte Hellman (1971)
- Chandler, regia di Paul Magwood (1971)
- American Graffiti, regia di George Lucas (1973)
- Guerre stellari (Star Wars), regia di George Lucas (1977)
- The Making of 'Star Wars' - film TV documentaristico (1977)
- L'Impero colpisce ancora (The Empire Strikes Back), regia di Irvin Kershner (1980)
- Dark Crystal (The Dark Crystal), regia di Jim Henson e Frank Oz (1982)
- Nel fantastico mondo di Oz (Return to Oz), regia di Walter Murch (1985)
- Slipstream, regia di Steven Lisberger (1989)
- The Thief and the Cobbler, non accreditato, regia di Richard Williams (1993)
- The Steal, regia di John Hay (1995)
- The Tale of Jack Frost - film TV, non accreditato (2004)
- Friends and Heroes - serie TV, 13 episodi (2007)
- '77, regia di Patrick Read Johnson (2007)
- Resistance - serie TV (2008)
- Centurion Resurrection, cortometraggio, regia di Richard Bazley (2014)
- Gangster Kittens, regia di Ash e Naeem Mahmood (2016)

### Regista di seconda unità
- Beach Ball, regia di Lennie Weinrib (1965)
- Le colline blu (Ride in the Whirlwind), regia di Monte Hellman (1966)
- The Hostage, regia di Russell S. Doughten Jr. (1967)
- L'Impero colpisce ancora (Star Wars: Episode V - The Empire Strikes Back), non accreditato, regia di Irvin Kershner (1980)
- Dark Crystal (The Dark Crystal), regia di Jim Henson e Frank Oz (1982)

### Attore
- Il padrino - Parte II (The Godfather: Part II), non accreditato, regia di Francis Ford Coppola (1974)
- La saga del Padrino (The Godfather: A Novel for Television) - miniserie TV, non accreditato (1977)

## Riconoscimenti
- 1974 – Kansas City Film Critics Circle Awards
  - Miglior film, con Francis Ford Coppola per American Graffiti
- 1974 – New York Film Critics Circle Awards
  - Miglior film, con Francis Ford Coppola per American Graffiti
- 1974 – Premio Oscar
  - Candidatura miglior film, con Francis Ford Coppola per American Graffiti
- 1974 – Golden Globe
  - Miglior film commedia o musicale, con Francis Ford Coppola per American Graffiti
- 1977 – Los Angeles Film Critics Association
  - Miglior film per Guerre stellari
- 1978 – Premio Oscar
  - Candidatura miglior film per Guerre stellari
- 1978 – Golden Globe
  - Candidatura miglior film drammatico per Guerre stellari
- 1978 – People's Choice Award
  - Miglior film per Guerre stellari
- 1979 – Premio BAFTA
  - Candidatura miglior film per Guerre stellari

- 1978 – Saturn Award
  - Miglior film di fantascienza per Guerre stellari
- 1980 – Saturn Award
  - Miglior film di fantascienza per L'Impero colpisce ancora
- 1981 – Premio Hugo
  - Migliore rappresentazione drammatica per L'Impero colpisce ancora
- 1981 – People's Choice Awards
  - Miglior film per L'Impero colpisce ancora
- 1983 – Saturn Award
  - Miglior film fantasy per The Dark Crystal
- 1983 – Festival internazionale del film fantastico di Avoriaz
  - Grand Prix per The Dark Crystal
- 1983 – Premio Hugo
  - Candidatura migliore rappresentazione drammatica per The Dark Crystal
- 1986 – Saturn Award
  - Candidatura miglior film fantasy per Nel fantastico mondo di Oz